# Mainz domkyrka
Mainz domkyrka (eller: Sankt Martins domkyrka) (tyska: Mainzer Dom, Martinsdom) är en romersk-katolsk katedral i Mainz i Tyskland. Katedralen är säte för biskopen av Mainz stift. Domkyrkan är helgad åt Sankt Martin av Tours. 
Domkyrkan har formen av en treskeppig romansk basilika, med inslag från romansk-, gotisk- och barockstil. 

## Historia
Ärkebiskop Willigis blev ärkebiskop 975 och kort efter hans tillträde bestämde han att en katedral skulle byggas, och grundstenen lades. Katedralen kunde invigas i början av 1000-talet. Genom åren har katedralen genomgått flera restaureringar och ombyggnationer. Kejsar Henrik IV har varit bestydelsefull för katedralens byggnadshistoria. Efter branden 1081 började Henrik IV, som tidigare arbetat med Speyers domkyrka, att bygga på en skadade domkyrkan. Hans arkitekter ersatte bland annat det torn, som förmodligen var fyrkantigt från Willigis tid, mot en åttakantig kupol. Tornet har omgestaltats flera gånger sedan dess. Tornets nuvarande utseende är från 1875 av P. J. H. Cuypers.
Under Andra världskriget träffades katedralen av bombningar i augusti 1942. Skadorna kunde restaureras. 
Katedralen har totalt nio kyrkklockor. Den största klockan, Martinus, väger 3550 kg. Klockan göts 1809. Samma år göts katedralens näst största klocka Maria som väger 2000 kg.

### Kröningar
Under medeltiden ägare flera kröningar rum i katedralen. Kröningarna förrättades av ärkebiskopen av Mainz. Följande monarker är krönta i Mainz domkyrka:
- Konrad II, 1024.
- Agnes av Poitou, 1043.
- Rudolf av Rheinfelden, 1077.
- Matilda av England (sedermera Henrik V:s gemål), 1110.
- Filip av Schwaben, 1198.
- Fredrik II, 1212.
- Henrik Raspe, 1246.